# Serious Sam
A Serious Sam egy FPS játék a Croteam horvát csapattól. A Croteam egy egyedi, saját fejlesztésű motort, a Serious Engine-t használja.
A játék több részre osztódik. A részek során Sam "Serious" Stone kalandos útját követhetjük végig. Láthatjuk, amint harcol a gonosz ellen, hogy eljusson Mentalhoz, aki el akarja pusztítani az emberiséget. Minden részben található rengeteg ellenség, nagy fegyverek, és rejtett szobák. Sam egyetlen segítsége: NETRICSA (NEuroelekTRonikusan Integrált Csata Szituáció Analizáló), egy mesterséges intelligenciát birtokló számítógép Sam fejébe építve. Sam mindig ugyanolyan ruhában látható: piros tornacipő, kék farmer, fehér póló rajta a jól ismert jellel.

## Epizódok
A történetet a Serious Sam: The First Encounter, Serious Sam: The Second Encounter, Serious Sam 2 és a Serious Sam 3 meséli el. A játéknak létezik több különkiadása is, például a Serious Sam: Next Encounter és a Serious Sam Advance.
A Serious Sam: The First Encountert és a Serious Sam: The Second Encountert többször is felújították már:
Serious Sam: Ezt a verziót csak Xboxra adták ki. Új modellek, kisvideók, új kinézet, stb.
Serious Sam Gold: Ugyanaz, mint az eredeti első rész, csak néhány kisebb javítással.
Serious Sam HD: Ugyanaz a játékélmény, csak a Serious Engine 3 hajtja.
Serious Sam Forever: Még nem jelent meg. Jelenleg annyit lehet tudni, hogy a Serious Engine 2-t használja majd.
Serious Sam III: Before First Encounter (BFE)
Serious Sam 4: Planet Badass

## Külső hivatkozások
- www.croteam.com
- www.serioussam.com
- www.serioussam2.com
- www.serioussamforever.com
- www.seriouszone.com Archiválva 2012. április 3-i dátummal a Wayback Machine-ben Fórumok, Letöltések, Hírek, Interjúk, stb.